# Isola 2000
Koordinaten: 44° 11′ N, 7° 9′ O
Isola 2000 ist ein Wintersportort in den französischen Seealpen. Er gehört zur Gemeinde Isola im Département Alpes-Maritimes und liegt im Mittel auf 2000 Meter Seehöhe.
Das Gebiet der „Alpe Ciastiglione“ (französisch Chastillon) unterhalb des Grenzpasses Col de la Lombarde, auf dem der Retorten-Skiort als sogenannte „integrierte Station“ errichtet wurde, gehört erst seit 1947 zu Frankreich, nachdem Italien es als Konsequenz der Pariser Friedenskonferenz abtreten musste.

## Auffahrt
Die Auffahrt nach Isola 2000 erfolgt über die gut ausgebaute M97, die in weiterer Folge auf den Col de la Lombarde führt. Vom Talort Isola aus weist die Auffahrt zum Wintersportort auf einer Länge von 16 Kilometern eine durchschnittliche Steigung von 7,1 % auf. Die höchsten Steigungsprozente werden auf den ersten zwei Kilometern erreicht, die im Schnitt mit 10 bzw. 9 % ansteigen. Im Anschluss folgen 24 Kehren und mehrere Tunnelpassagen, sowie zahlreiche Brücken, die immer wieder über die Guercha führen. Hier liegen die Steigungsprozente im Schnitt bei rund 7 %, ehe die Straße auf den letzten fünf Kilometern zunächst etwas abflacht und erst auf den letzten drei Kilometern wieder etwas steiler ansteigt.

## Wintersport

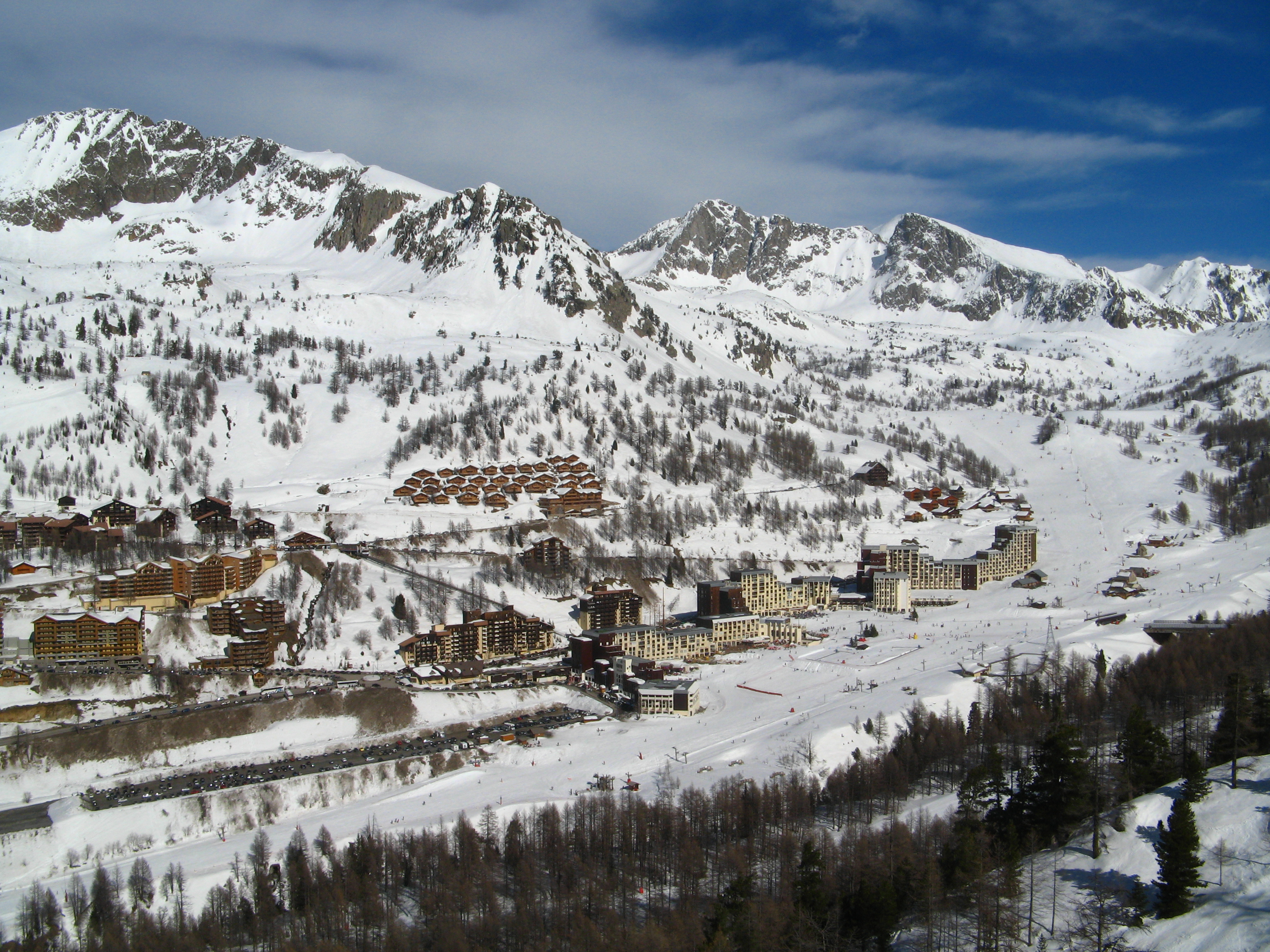
Skigebiet von Isola 2000

Das Skiresort wurde 1972 nicht nach ästhetischen, sondern nach praktischen Aspekten gebaut. Viele verschiedene Apartment-Häuser sind mit einer langen Einkaufszeile verbunden, so dass bei schlechtem Wetter niemand ins Freie muss. Die Pisten beginnen gleich an der Station, es geht sozusagen von der Wohnung gleich auf die Ski.
Skifahrer finden hier 120 Pistenkilometer, davon vier schwarze Pisten, elf rote, 21 blaue und sieben grüne. Zwei Gondeln, neun Sessellifte und zehn Tellerlifte sorgen dafür, dass es kaum zu langen Wartezeiten kommt. Der niedrigste Punkt des Skigebiets liegt bei 1800 Meter über dem Meer, der höchste bei 2610 auf der Cime de Sistron. Von hier aus kann man bei sehr guten Wetter sogar das Mittelmeer erkennen. Aufgrund der Nähe zur Côte d’Azur darf man sich hier auch im Winterurlaub meist über sehr viel Sonnenschein freuen, aufgrund der Höhe bleibt aber auch der Schnee oft bis in den April liegen.
Nachdem sich Frankreich offiziell um die Ausrichtung der Olympischen Winterspiele 2030 beworben hat, ist Isola 2000 als Austragungsort für die Snowboard-Wettbewerbe vorgesehen.

## Radsport
Im Jahr 1993 fand erstmals eine Bergankunft der Tour de France in Isola 2000 statt. Den Etappensieg sicherte sich damals der Schweizer Tony Rominger, der sich im Sprint gegen den Gesamtführenden Miguel Indurain durchsetzte. Tags drauf fand der neutralisierte Start der 12. Etappe in Isola 2000 statt, ehe das Rennen in Isola freigegeben wurde.
Bei der Tour de France 2008 wurde Isola 2000 auf der 16. Etappe durchfahren, als die Abfahrt des Col de la Lombarde das Rennen zurück nach Frankreich führte.
Bei der Tour de France 2024 endete am Freitag, dem 19. Juli, die 19. Etappe zwei Tage vor dem Ziel in Nizza mit einer Bergankunft in Isola 2000. Die Etappe startete in Embrun und führte über den Col de Vars und die Cime de la Bonette, ehe der 16,1 Kilometer lange Schlussanstieg erreicht wurde, der als Bergwertung der 1. Kategorie klassifiziert wurde. Im Schlussanstieg von Isola 2000 griff der gesamtführende Slowene Tadej Pogačar an und distanzierte mit Jonas Vingegaard seinen größten Herausforderer. Schlussendlich nahm er dem Dänen eine Minute und 42 Sekunden ab und gewann die Etappe. Mit einer Zeit von 38 Minuten und 10 Sekunden unterbot er zudem den Rekord von Miguel Indurain und Tony Rominger aus dem Jahr 1993 um vier Minuten.
| Jahr | Etappe     | Bergwertung  | Fahrer        |
| ---- | ---------- | ------------ | ------------- |
| 1993 | 11. Etappe | HC-Kategorie | Tony Rominger |
| 2024 | 19. Etappe | 1. Kategorie | Tadej Pogacar |